# Samugheo
Samugheo là một đô thị ở tỉnh Oristano trong vùng Sardinia, có khoảng cách khoảng 80 km về phía bắc của Cagliari và cách khoảng 30 km về phía đông của Oristano. Tại thời điểm ngày 31 tháng 12 năm 2004, đô thị này có dân số 3.429 người và diện tích là 81,2 km².
Samugheo giáp các đô thị: Allai, Asuni, Atzara, Busachi, Laconi, Meana Sardo, Ortueri, Ruinas, Sorgono.